# Ernst Wilhelm Moes

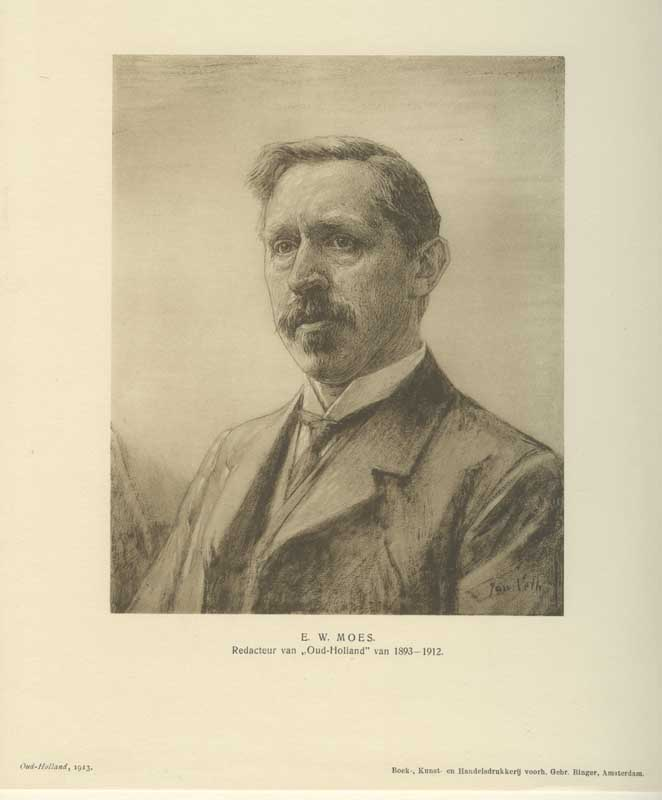
Portret van E.W. Moes door Jan Veth.

Ernst Wilhelm Moes (Amsterdam, 5 september 1864 − aldaar, 30 oktober 1912) was een Nederlands kunsthistoricus en directeur van het Rijksprentenkabinet.

## Biografie
Moes was een lid van het, van oorsprong Duitse, Nederland's Patriciaatsgeslacht Moes en een zoon van August Leopold Moes (1813-1866), koopman in manufacturen, en diens Duitse echtgenote Maria Mathilda Christina Gertrud Breitenstein (1816-1896). Kunstschilderes Wally Moes (1856-1918) was een zus van hem. Hij trouwde in 1896 met Cornelia Rembrandina Valeton (1873-1958) met wie hij vier kinderen kreeg, onder wie advocaat, zanger en tekstschrijver mr. Ernst August Moes (1899-1979).
Na het gymnasium  ging Moes rechten, later letteren studeren aan de Universiteit van Amsterdam. Minder tot studeren dan tot organiseren geneigd, richtte hij het historisch studentendispuut CLIO op dat onder andere een verzameling voorwerpen bijeenbracht die van doen hadden met de geschiedenis van de universiteit. In 1885 stopte hij met zijn studie en ging werken als volontair bij het veilinghuis Frederik Muller & Co.. Nog datzelfde jaar publiceerde hij zijn eerste artikel, in het tijdschrift Oud-Holland. In 1886 publiceerde hij zijn eerste kunsthistorische artikel, over een album van de kunstenaarsfamilie Ter Borch. In 1886 werd hij benoemd tot adjunct-archivaris van Rotterdam, vanaf 1890 werd hij onderbibliothecaris van de Amsterdamse Universiteitsbibliotheek.
In 1897-1905 deed hij een tweedelig werk verschijnen over portretten van Nederlanders (zowel afbeeldingen als beeldhouwwerken) van voor 1800, een werk dat nog steeds gebruikt wordt in kringen van kunsthistorici die zich met portretkunst bezighouden, en dat verscheen onder de titel Iconographia Batava. Hij publiceerde ondertussen ook vele artikelen, onder andere in het genoemde Oud-Holland waarvan hij vanaf 1893 tot zijn overlijden redacteur was. Hij publiceerde ook over de Amsterdamse geschiedenis, onder andere in publicaties van het mede door hem opgerichte Genootschap Amstelodamum.
in 1898 werd hij onderdirecteur van het Rijksprentenkabinet tot hij daar in 1903 Philip van der Keilen als directeur opvolgde. Tot zijn belangrijkste publicistische werk moet worden gerekend zijn medewerking aan het Lexikon der bildenden Künstler (de zogenaamde Thieme-Becker) en aan het Nieuw Nederlandsch Biografisch Woordenboek.
Moes vervulde vele bestuursfuncties, zoals lid van het bestuur van de Vereeniging tot behoud in Nederland van Kunstschatten "Rembrandt",  lid van het bestuur van de Vereeniging "Amstelodamum" en medebestuurslid en voorzitter (1907-1909) van het Koninklijk Oudheidkundig Genootschap.  
Hij stierf in 1912, nadat eerder bij hem tuberculose was geconstateerd, en werd begraven op de Nieuwe Oosterbegraafplaats. Hij was ridder in de Orde van San Thiago van Portugal. 